# Cedar Walton
Cedar Walton (Dallas, 1934. január 17. – Brooklyn, 2013. augusztus 19.), amerikai dzsesszzongorista.

## Pályafutása
Walton Dallasban nőtt fel. A Denveri Egyetem elvégzése után 1955-ben New Yorkba költözött. Németországban (ahol katonai szolgálatot teljesített), megismerte Leo Wrigh-ot, Don Ellist, Eddie Harrist és csatlakozott Kenny Dorham zenekarához.
Az 1950-es évek végén J. J. Johnsonnal, az Art Farmer/Benny Golson együttessel és Gigi Gryce-szel játszott.
1959-ben részt vett John Coltrane Giant Steps című albumának felvételében.
Az 1960-as évek elején az Art Blakey's Jazz Messengers-hez csatlakozott zongoristaként és hangszerelőként. Wayne Shorterrel és Freddie Hubbarddal játszott. Az 1960-as évek végén a Prestige Recordsnál volt zongorista. Itt kiadta saját lemezeit is. Az 1970-es évek közepén Walton az Eastern Rebellion nevű együttesét is vezette, amelyben többek között Clifford Jordan, George Coleman, Bob Berg, Sam Jones és Billy Higgins is szerepelt.
2013 augusztusában halt meg brooklyni otthonában.

## Lemezeiből
- 1967: Cedar! & Kenny Dorham, Junior Cook, Leroy Vinnegar, Billy Higgins
- 1967: Cedar Walton Plays Cedar Walton
- 1977: First Set/Second Set/Third Set:  Bob Berg, Sam Jones, Billy Higgins
- 1985: The Trio, Volume 1  & David Williams, Billy Higgins
- 1992: Manhattan Afternoon & David Williams, Billy Higgins
- 1996: The Composer & Roy Hargrove, Vincent Herring, Ralph Moore, Christian McBride, Victor Lewis
- 1997: Roots & Terence Blanchard, Joshua Redman, Gary Smulyan, Ron Carter, Lewis Nash
- 2005: Underground Memoirs (szólóalbum)
- 2006: One Flight Down

## Díjak
- 2010-ben NEA Jazz Masters ösztöndíjat kapott.

## Filmek
- Cedar Walton az IMDb-n

## Fordítás
- Ez a szócikk részben vagy egészben  a   Cedar Walton című német Wikipédia-szócikk ezen változatának fordításán alapul.  Az eredeti cikk szerkesztőit annak laptörténete sorolja fel. Ez a jelzés csupán a megfogalmazás eredetét és a szerzői jogokat jelzi, nem szolgál a cikkben szereplő információk forrásmegjelöléseként.